# كارولي فيلا
كارولي فيلا (بالرومانية: Károly Fila)‏ هو لاعب كرة قدم روماني في مركز حراسة المرمى، ولد في 1996 في مقاطعة بيهور في رومانيا. لعب مع ASC Daco-Getica București ‏.

## وصلات خارجية
- كارولي فيلا على موقع قاعدة بيانات كرة القدم.إي يو (الإنجليزية)
- كارولي فيلا على موقع Soccerway.com (الإنجليزية)